# Uniwersytet w Sopronie
Uniwersytet w Sopronie (węg. Soproni Egyetem) – węgierska publiczna szkoła wyższa.
Poprzednikiem uczelni była szkoła górnictwa i metalurgii (Bergschule), założona przez Karola III w Selmecbánya (niem. Schemnitz) w 1735 roku. W 1762 roku Maria Teresa Habsburg nadała szkole rangę akademii (Bergakademie). Od 1846 roku do programu nauczania włączono również leśnictwo. Nauczanie zawieszono w latach 1848–1849, w okresie powstania węgierskiego. W 1867 roku, po utworzeniu Austro-Węgier zmieniono język wykładowy z niemieckiego na węgierski, a uczelnię przemianowano na Królewską Węgierską Akademię Górnictwa i Leśnictwa (Magyar Királyi Bányászati és Erdészeti Akadémia). 
W 1920 roku, na mocy traktatu w Trianon, gdy północne Węgry wraz z Selmecbánya (obecnie Bańska Szczawnica), znalazły się w granicach Czechosłowacji, uczelnia została przeniesiona do Sopron. W 1922 roku została ona przemianowana na Węgierskie Królewskie Kolegium Górnictwa i Leśnictwa. W 1934 roku kolegium zostało włączone w struktury Uniwersytetu Techniczno-Ekonomicznego w Budapeszcie jako Wydział Górnictwa, Metalurgii i Leśnictwa. 
W 1949 roku węgierskie Zgromadzenie Narodowe zadecydowało o utworzeniu w Miszkolcu Uniwersytetu Przemysłu Ciężkiego. W jego skład weszły wydziały górnictwa i metalurgii przeniesione z Sopron, a także nowo utworzony Wydział Inżynierii Mechanicznej. 
Wydział Leśnictwa działał od 1952 roku jako Kolegium Leśnictwa. W 1956 roku, po upadku powstania węgierskiego znaczna grupa studentów i wykładowców opuściła Węgry. Wielu z nich wyjechało do Kanady, gdzie utworzyli Sopron Division na Wydziale Leśnictwa przy University of British Columbia. 
Od 1957 roku poszerzono ofertę edukacyjną Kolegium o nauki o drewnie, a w 1962 roku przemianowano je na Uniwersytet Leśnictwa i Przemysłu Drzewnego (Erdészeti és Faipari Egyetem). W 1996 roku zmieniono nazwę na Uniwersytet w Sopron. W roku 2000 uczelnię rozbudowano i przemianowano na Uniwersytet Węgier Zachodnich (Nyugat-Magyarországi Egyetem). Do uczelni dołączono wówczas ośrodki zamiejscowe w Győr i Mosonmagyaróvár, a w 2008 roku także w Szombathely. W 2017 roku uczelnię ponownie przemianowano na Uniwersytet w Sopronie. 

## Struktura organizacyjna
W skład uczelni wchodzą następujące jednostki:
- Wydział Pedagogiczny im. Elka Benedeka
- Wydział Sztuki
- Wydział Ekonomii
- Wydział Leśnictwa
- Wydział Nauk Przyrodniczych
- Wydział Nauk o Drewnie.